# 巴西真唇脂鯉
巴西真唇脂鯉（学名：Semaprochilodus brama）為輻鰭魚綱脂鯉目脂鯉亞目鯪脂鯉科的其中一個種，分布於南美洲巴西托坎廷斯河及鑫古河流域，體長可達54公分，棲息在底中層水域，生活習性不明。